# Reckersdorf
Reckersdorf is een plaats in de Duitse gemeente Bruckberg (Mittelfranken), deelstaat Beieren.